# Ecorregiones de Paraguay

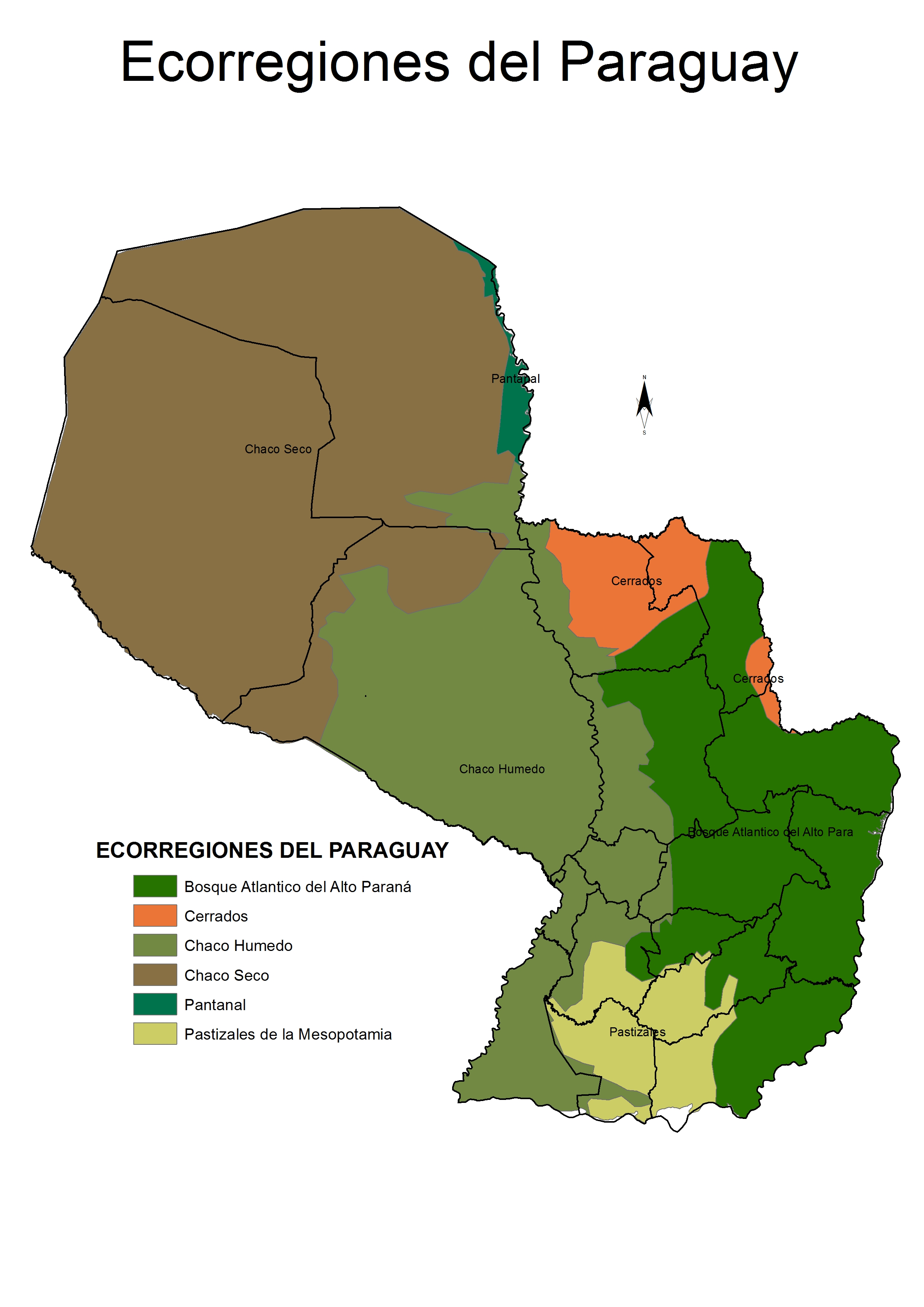
Mapa de Ecorregiones del Paraguay.

Paraguay posee una elevada riqueza en fauna y flora debido a que las cinco ecorregiones que convergen en su territorio registran una notable biodiversidad; todas ellas son compartidas con los países vecinos. 
Las distintas ecorregiones se encuentran muy diferenciadas, el oeste se caracteriza por ser una región semiárida, el noreste se caracteriza por las inmensas zonas inundables que conforman el Pantanal, mientras que a lo largo de la ribera del río Paraguay se desarrollan humedales subtropicales, caracterizados por grandes cuerpos de agua como el Lago Ypoá. En la zona norte de la Región Oriental se encuentran las sabanas subtropicales del Cerrado, mientras que en el este del país hasta la ribera del río Paraná se de desarrolla el Bosque Atlántico, una de las ecorregiones más rica del planeta, a la vez una de las más amenazadas, incluida en la Global 200, la lista de las ecorregiones identificadas por el World Wide Fund for Nature (WWF) como prioritarias para la conservación. Por último la zona sur, caracterizada por planicies con clima más templado.

## Pastizales de la Mesopotamia

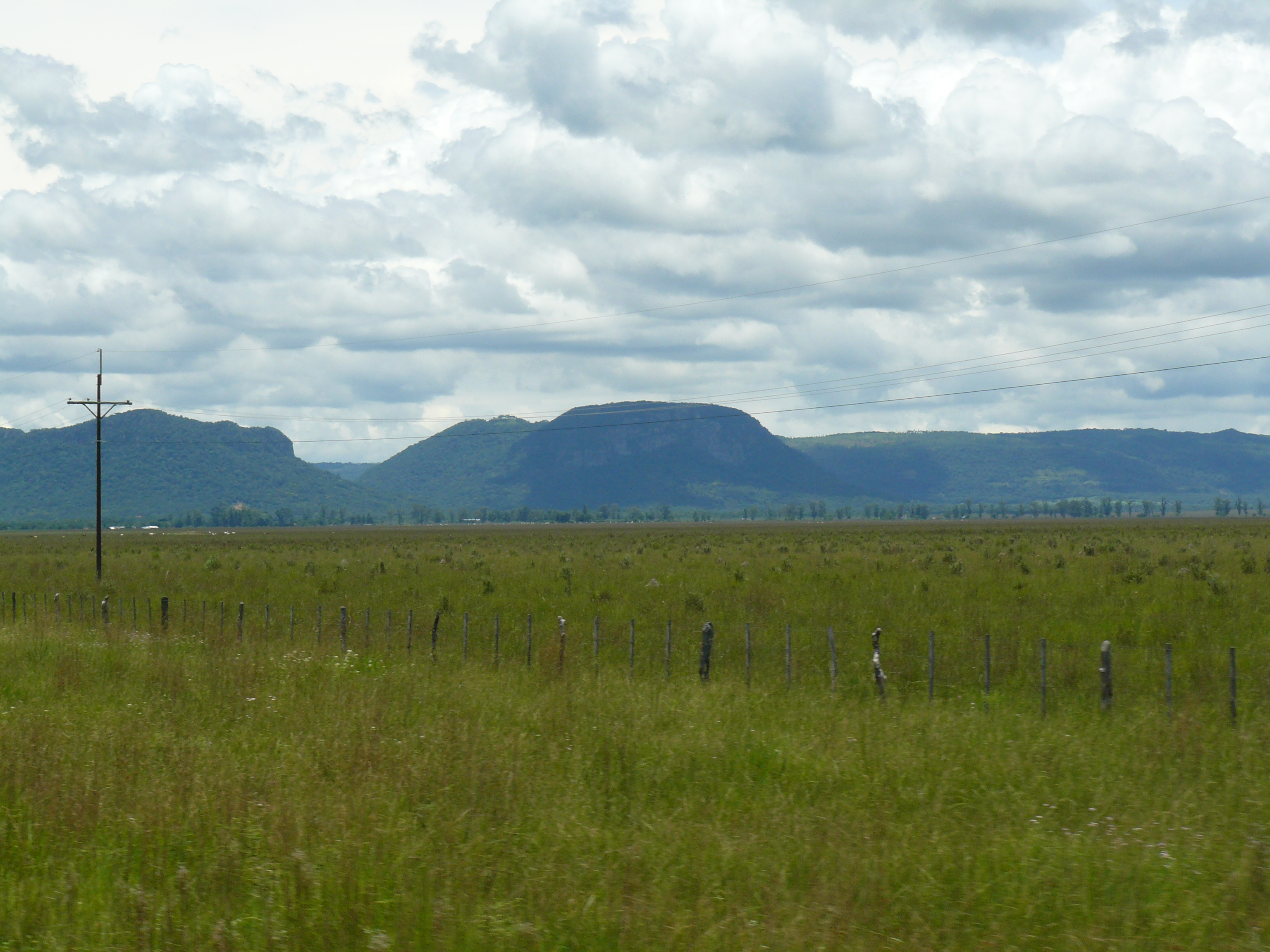
Paisaje de la ecorregión de Pastizales de la Mesopotamia.

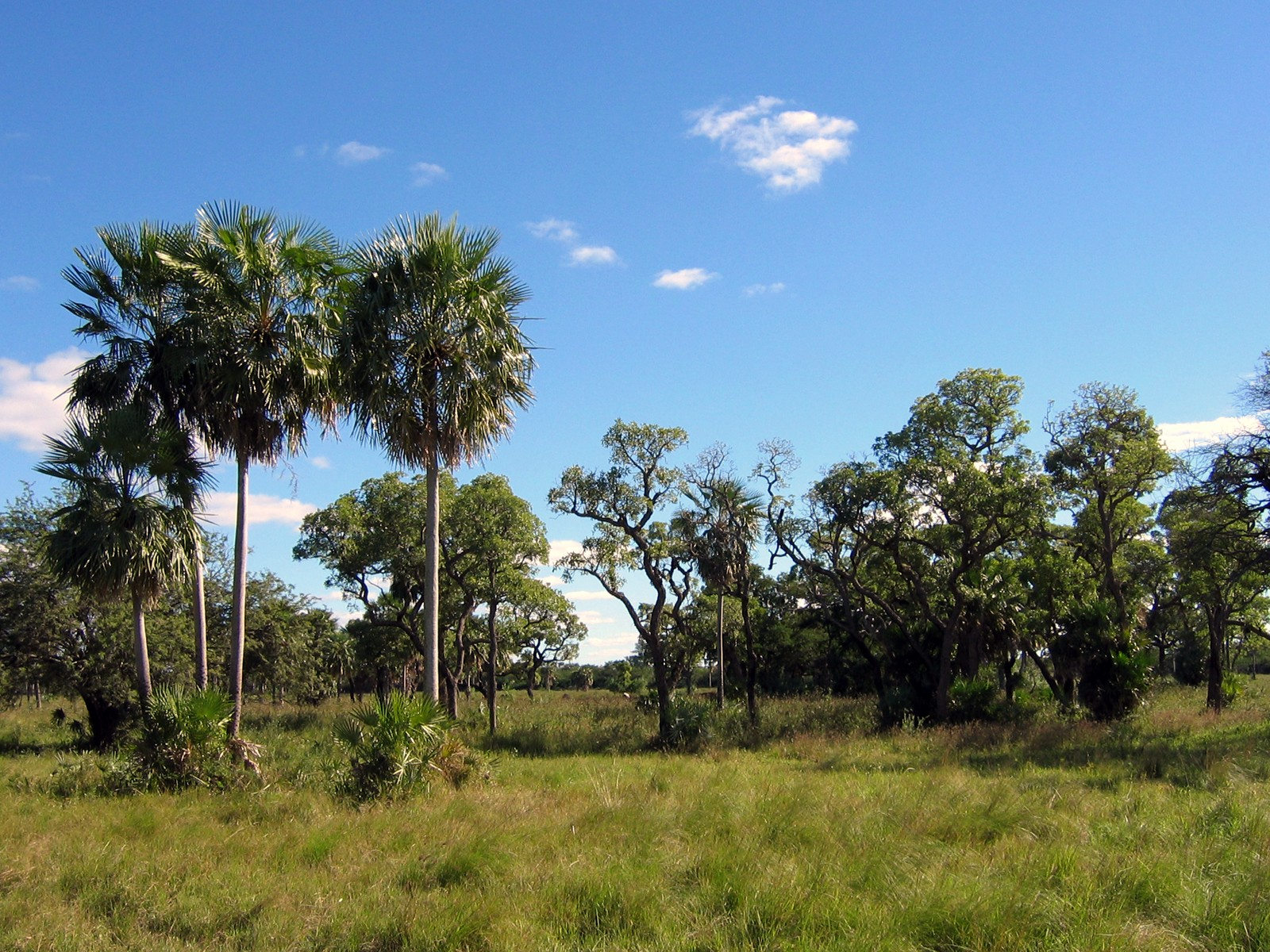
Chaco Húmedo.

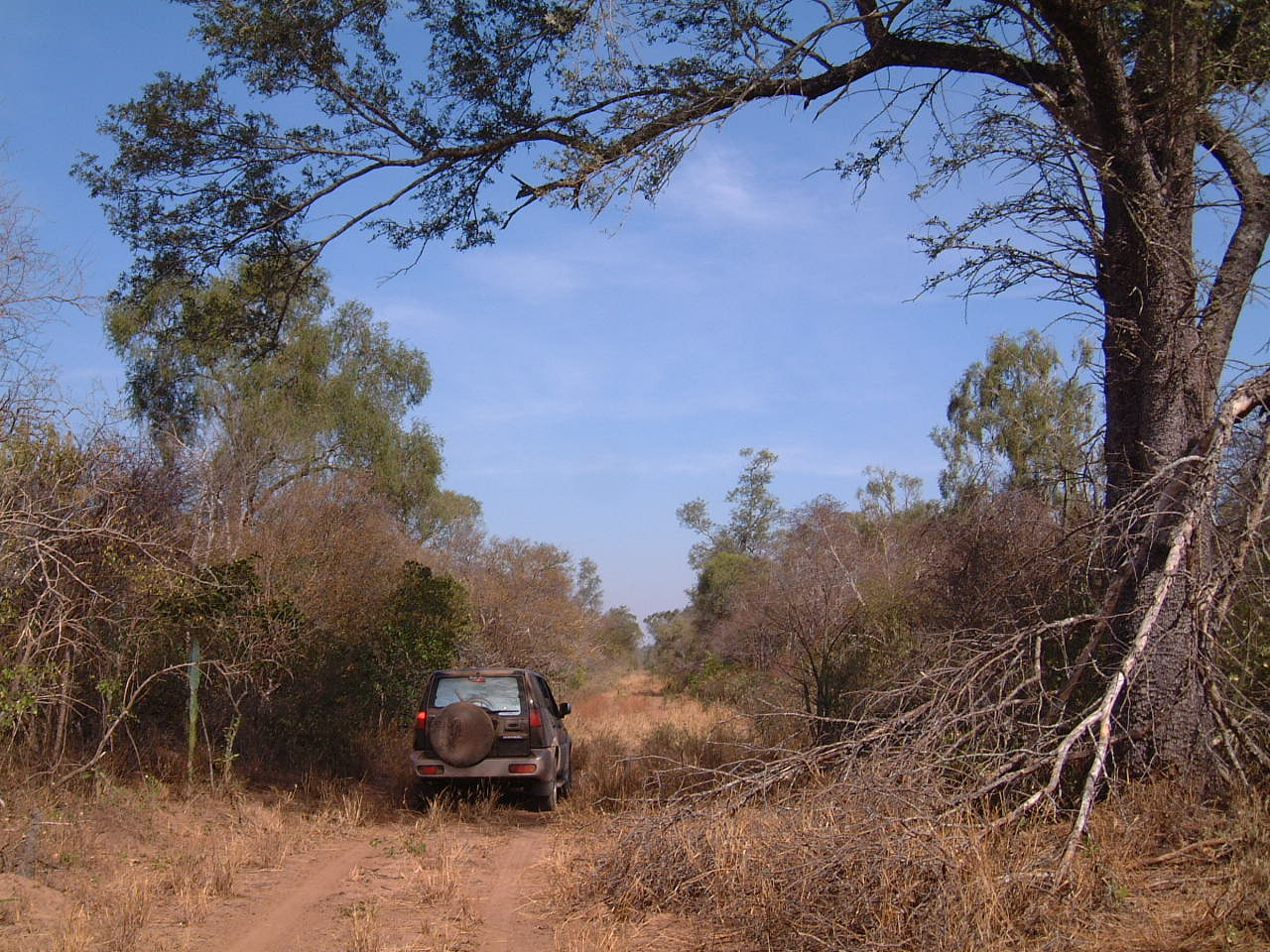
Chaco seco.

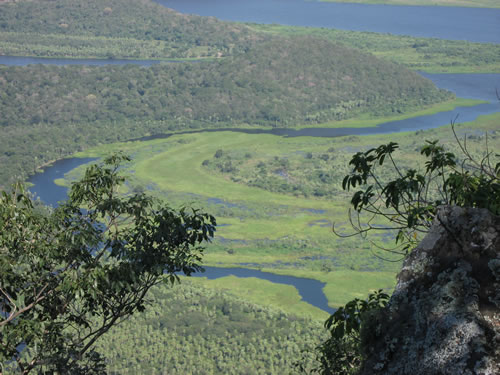
Vista aérea del Pantanal del Mato Grosso, Brasil. Paraguay y Bolivia poseen partes de esta llanura aluvial.

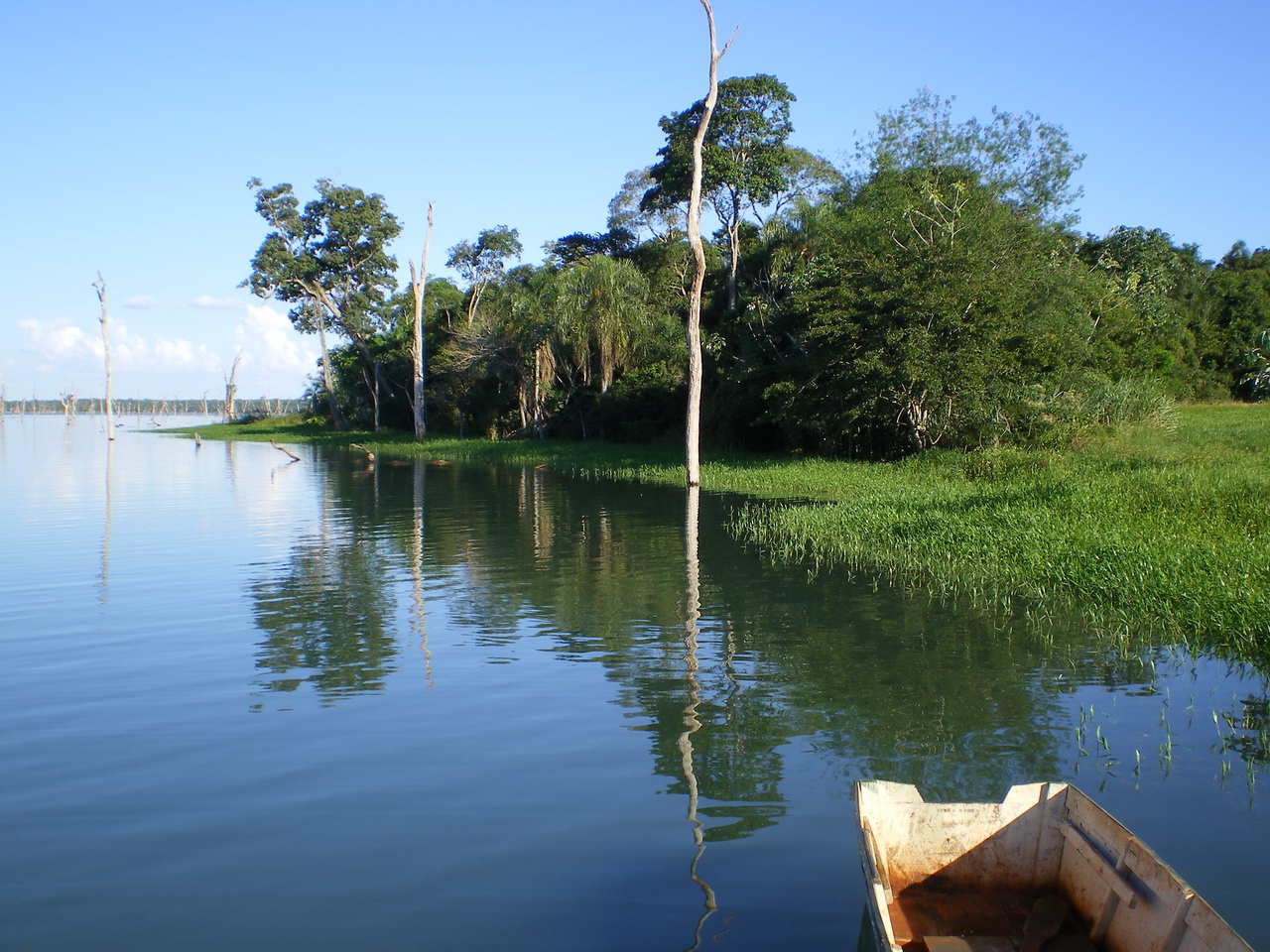
Bosque Atlántico del Alto Paraná protegido en la Reserva Biológica Limoy.

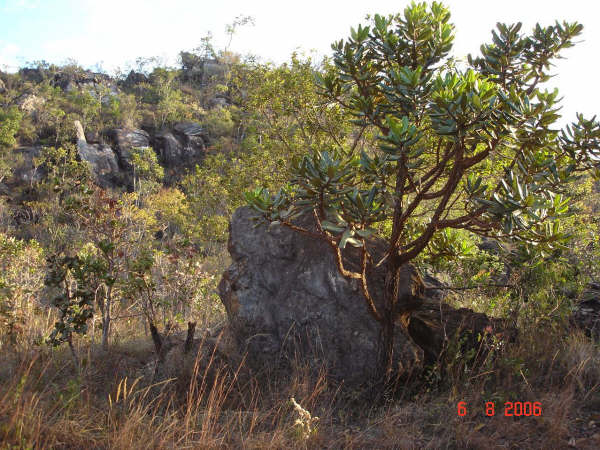
Imagen del Cerrado brasileño. Una pequeña porción del mismo se halla en territorio paraguayo.

La ecorregión Pastizales de la Mesopotamia es compartida con Argentina, Brasil y Uruguay. Se centra en la planicie del río Uruguay, en las provincias de Corrientes y Entre Ríos, Argentina, pero extendiéndose a zonas aledañas en Uruguay, el sur de Brasil (principalmente en el estado Río Grande del Sur) y sudeste del Paraguay (especialmente, en los departamentos Itapúa y Misiones).
La vegetación de esta ecorregión está caracterizada por extensos pastizales y humedales periódicamente inundables.
Tres especies de aves globalmente amenazadas se tienen su distribución de anidación restringida a esta ecorregión: los semilleros capuchino pecho blanco (Sporophila palustris), y el capuchino corona gris (Sporophila cinnamomea). La especia arbórea más representativa de esta ecorregión es el yatay (Butia yatay). Otros animales que se encuentran en el área son: la nutria pequeña o quillá (Myocastor coypus), el cardenal de cresta roja (Paroaria coronata), el ciervo de los pantanos (Blastocerus dichotomus), el yacaré negro (Caiman yacare), etc.

## Chaco húmedo
La ecorregión Chaco húmedo está caracterizada por extensas sabanas de karanda'y (Copernicia alba), con humedales, esteros, islas de bosques subhúmedos, y bosques en galería. Ocupa la parte sureste de la Región Occidental del Paraguay y la parte centro-norte de la Argentina. Limita al norte con el Pantanal y al noroeste con el Chaco Seco.
Entre los animales que se encuentran en esta ecorregión están: el chajá (Chauna torquata), el avefría del sur (Vanellus chilensis), el tucán toco (Ramphastos toco), garcita blanca (Egretta thula), el oso hormiguero (Myrmecophaga tridactyla), etc.

## Chaco seco
La semiárida ecorregión Chaco seco es la más seca del Paraguay. Está dominada por vegetación xerofítica, bosques bajos espinosos y matorrales, con abundante presencia de cactáceas. Ocupa la parte noroeste de la Región Occidental del Paraguay y se extiende hacia el norte de la Argentina y sur de Bolivia. Esta ecorregión está amenazada por la desertificación.
Entre las especies botánicas más distinguidas se encuentran: el candelabro (Cereus stenogonus), el cactus (Cereus forbesi), el palo borracho o samu'u (Ceiba chodatii), el cactus (Echinopsis rhodotricha), el quebracho colorado (Schinopsis balansae), etc.
Entre los animales se encuentran: el armadillo gigante (Priodontes maximus), el jaguar (Panthera onca), el guanaco (Lama guanicoe), el águila coronada (Harpyhaliaetus coronatus), el ñandú común (Rhea americana), la serpiente cascabel (Crotalus durissus), etc.

## Pantanal
La ecorregión Pantanal está situada en el extremo noroeste de la Región Occidental del Paraguay o Chaco, y se extiende hacia el sur a lo largo del río Paraguay, formando una extensión sureña del Pantanal brasileño.
La región se caracteriza por tener bosques subhúmedos de mediana altura, humedales y bosques inundables periódicamente. Esta región linda al norte con la ecorregión del Chaco seco y al sur con el Chaco Húmedo. Posee una alta diversidad de flora acuática.
Entre las especies faunísticas se encuentran: la iguana verde (Iguana iguana), la anaconda verde (Eunectes murinus), la nutria gigante (Pteronura brasiliensis), el yacaré itá (Paleosuchus palpebrosus), la yacutinga pantanera (Pipile cumanensis), etc.

## Bosque Atlántico del Alto Paraná
La ecorregión del bosque Atlántico del Alto Paraná es la más húmeda del Paraguay, se caracteriza por el bosque alto y húmedo que forma parte del Complejo Ecorregional del Bosque Atlántico.
Es la ecorregión más deteriorada y más amenazada del Paraguay.
Entre las especies botánicas se encuentran: el helecho arborescente o chachï (Alsophyla atrovirens), la yerba mate (Ilex paraguariensis), el lapacho rosado (Tabebuia heptaphylla), el yvyra pytä (Peltophorum dubium), etc.
Entre los animales se encuentran: el águila harpía (Harpia harpyja), la pava de monte (Pipile jacutinga), el mono capuchino (Cebus apella), el tapir (Tapirus terrestris), el jaguar (Panthera onca), el pájaro campana (Procnias nudicollis), etc.

## Cerrado
El Cerrado se encuentra en la Región Oriental del Paraguay, principalmente en el Departamento de Concepción y representa la extensión sur de la ecorregión brasileña del Cerrado.
Esta región está constituida por una amalgama de ambientes: pastizales, sabanas, bosques secos, humedales, etc.
En el cerrado se observan tres grandes hábitats: el «campo limpio» (pastizal natural con poco o nada de vegetación arbustiva y leñosa), el «campo cerrado» (formaciones de sabanas que difieren en la densidad de cobertura boscosa), y el «cerradón» (formación densa de vegetación leñosa).
Entre los animales que habitan el cerrado están: el aguará guazú (Chrysocyon brachyurus), el guacamayo azul (Anodorhynchus hyacinthinus), el oso hormiguero grande (Myrmecophaga tridactyla), el guacamayo azul y amarillo (Ara ararauna), el lagarto colorado del cerrado (Tupinambis duseni), etc.